# Kasteel van Artigny
Het Kasteel van Artigny (Frans: Château d'Artigny) is een kasteel in de Franse gemeente Montbazon, in het departement Indre-et-Loire. Het werd er gebouwd op de plaats van een oude burcht tussen 1919 en 1928.

## Eerste kastelen
Het oorspronkelijke Kasteel van Artigny werd gebouwd tijdens de Honderdjarige Oorlog. Het maakte deel uit van een verdedigingssysteem langs de rivier de Indre in de buurt van de vestingtoren van Montbazon. In 1769 werd het afgebroken door zijn eigenaar, Joseph Testard de Bournais, schatbewaarder van de koning. Hij verving het kasteel door een woning die ontzien werd tijdens de Franse Revolutie, en die woning werd daarna terug omgebouwd tot kasteel tijdens de 19e eeuw.

## François Coty
François Coty, kocht het kasteel in 1912. Hij was niet alleen een schatrijke, beroemde parfumfabrikant, maar ook uitgever en politicus. In 1931 werd hij burgemeester van zijn geboortestad Ajaccio.
Coty voelde zich aangetrokken tot de plaats tijdens een reis in Touraine. Coty liet het kasteel afbreken en bouwde 12 meter verder een nieuw kasteel op andere funderingen. Het nieuwe kasteel is 60 meter lang, 18 meter breed en 20 meter hoog. Op twee vensters op iedere verdieping na is het een exacte kopie van het kasteel van Champlâtreux dat tussen 1751 en 1757 gebouwd was door de architect Jean-Michel Chevotet. Coty voegde er een kopie aan toe van de kapel van het Kasteel van Versailles (maar een kwart kleiner), die met een ondergrondse gang verbonden was met een crypte, die als toekomstig familiegraf bedoeld was.
Van 1919 tot 1928 stelde Coty er 150 mensen te werk: architecten, arbeiders, beeldhouwers, graveurs, mozaïekkunstenaars, schilders, ambachtslieden en werknemers. De officiële beeldhouwer en Prix de Rome-winnaar Denys Puech (1854-1942) beitelde een allegorie in 18de-eeuwse stijl op het timpaan van het fronton van de centrale voorgevel, die uitziet op de vallei van de rivier de Indre.
Dit rijkelijk gedecoreerd en bemeubeld huis bestond uit vier appartementen voor de heer des huizes, een elektriciteitscentrale, een airconditioningsysteem, mode- en schoenateliers, een kapsalon, een koude ruimte bestemd voor de bontjassen van mevrouw Coty, en een kleedkamer uitgerust met 78 inbouwkasten.
Van 1929 tot aan zijn dood in 1934 woonde Coty zes maanden per jaar met zijn gezin in Artigny. Hij had er 40 personeelsleden en meerdere lijfwachten op een domein van 1300 hectare, dat bestond uit zeven kilometer rivier, Franse tuinen, orchideeënkassen, enkele boerderijen, drie molens, een jachthuis, een pastorie en afgedankte schoolgebouwen. In 1934 stierf Coty in zijn huis in Louveciennes, dat hij in 1923 gekocht had.
Het bureau van de 'Heer van Montbazon' stond op de eerste verdieping, in een ronde kamer met een koepelvormig plafond, waarop een trompe-l'oeil van Charles Hoffbauer (1875-1957) (die in 1924 de Franse Prix de Rome had gewonnen). Deze schildering stelt een gekostumeerd bal voor in het kasteel met de familie Coty en vrienden. Onder de vrienden en familie herkent men zijn schoonzoon Paul Dubonnet als Pierrot met een glas in de hand, de actrice Cécile Sorel, de danser Serge Lifar, de choreograaf Serge Diaghilev, de schilder Foujita en de Aga Khan.

## Na Coty
In 1940, toen Tours de Franse hoofdstad was, werd het kasteel ontdekt als mogelijke schuilplaats door de collaborerende admiraal François Darlan. Het ministerie van Marine nam het in bezit, waarna het enkele maanden leegstond. Vervolgens werd het gebouw in gebruik genomen door Duitse troepen, die het bruin lieten schilderen. Daarna werd het gebruikt om zwaargewonden uit het ziekenhuis van Tours in onder te brengen.
In 1959, verkocht de dochter van Coty het kasteel ten aan de hotelier René Traversac voor 29 miljoen frank. Traversac was achtereenvolgens koorzanger bij Les Petits Chanteurs à la Croix de Bois, huwelijksfotograaf, ingenieur aan de École nationale supérieure d'arts et métiers en hotelhouder. De Parijzenaar had een voorliefde voor oude gebouwen: toen hij het kasteel van Artigny kocht, was hij al eigenaar van een renaissanceklooster in Chênehutte-les-Tuffeaux (Saumur). Van het kasteel maakte hij zijn eerste 'kasteelhotel'. Het lege kasteel, de kapel, het jachtpaviljoen, de gemeenschappelijke gebieden en een molen vormden de laatste 29 hectare van het domein van de familie Coty in Montbazon.
In de twee jaar die volgden, werden er veel werken uitgevoerd. Zo werd onder andere de bibliotheek omgevormd tot een 'salon-bar'. Traversac bood er een unieke collectie cognac, armagnac, port en whisky aan. Eind 1961 opende hij het eerste hotel in Midden-Frankrijk, 'Le Relais d'Artigny'. Hij was medeoprichter van de Relais et Châteaux-keten. In de wijnkelder liggen 45.000 flessen van Franse wijngaarden, waaronder 's werelds mooiste Touraine-wijncollectie.
Sinds de opening hebben er al veel beroemdheden gelogeerd in Artigny, onder meer de Engelse koningin-moeder en Haile Selassie, de laatste koning van Ethiopië. Op 24 en 25 november 1973 vond er de 'Internationale monetaire conferentie' plaats tijdens de jaarlijkse sluiting van het hotel. De ministers van Financiën van de vijf machtigste landen ter wereld zaten er toen rond de tafel. In april 1976 hebben president Valéry Giscard d'Estaing van Frankrijk en zijn toekomstige opvolger en politieke opponent François Mitterrand er elkaar discreet ontmoet.
Het kasteelhotel heeft 65 kamers, 2 restaurantzalen en een spa en is nog steeds eigendom van 'Grandes Étapes Françaises', een hotelfamiliebedrijf onder leiding van Pierre Traversac.